# Liste französischsprachiger Science-Fiction-Autoren
Dies ist eine Liste von Autoren französischsprachiger Science-Fiction-Literatur, die mindestens einen SF-Roman oder mehrere SF-Erzählungen (nouvelles) verfasst haben.
Die aufgeführten Werke müssen weder das bekannteste noch das bedeutendste Werk des jeweiligen Autors sein, sondern benennen ein klar dem Genre der Science-Fiction zuzuordnendes, möglichst bekanntes Werk.
| Autor                                                                                              | geboren        | gestorben      | Werk |
| A                                                                                                  | A              | A              | A |
| -------------------------------------------------------------------------------------------------- | -------------- | -------------- | --- |
| Edmond About                                                                                       | 1828           | 1885           | L’Homme à l’oreille cassée                                                                               |
| Paul Adam                                                                                          | 1862           | 1920           | Cité prochaine                                                                                           |
| Marc Agapit (Pseudonym von Adrien Sobra)                                                           | 1897           | 1985           | Die Agentur                                                                                              |
| Ludovic Albar                                                                                      | 1969           |                | Quantex (Romanserie)                                                                                     |
| Jean-Claude Albert-Weil                                                                            | 1933           |                | L’Altermonde                                                                                             |
| Jean-Pierre Andrevon                                                                               | 1937           |                | Das Haus gegenüber                                                                                       |
| Claude Anet (Pseudonym von Jean Schopfer)                                                          | 1868           | 1931           | Ende einer Welt                                                                                          |
| Ange (Gemeinschaftspseudonym des französischen Schriftstellerehepaars Anne Guéro und Gérard Guéro) | 1966 bzw. 1964 |                | L’Œil des dieux                                                                                          |
| Georges-Jean Arnaud                                                                                | 1928           | 2020           | La Compagnie des glaces (Romanserie)                                                                     |
| Alexandre Arnoux                                                                                   | 1884           | 1973           | Le Règne du bonheur                                                                                      |
| Alexis Aubenque                                                                                    | 1970           |                | L’Empire des étoiles (Romanserie)                                                                        |
| Ayerdhal                                                                                           | 1959           | 2015           | Consciences virtuelles                                                                                   |
| Marcel Aymé                                                                                        | 1902           | 1967           | Der Mann, der durch die Wand gehen konnte (Erzählungen)                                                  |
| B                                                                                                  |                |                | |
| Pierre Bameul                                                                                      | 1940           |                | Par le royaume d’Osiris                                                                                  |
| Jacques Barbéri                                                                                    | 1954           |                | Narcose                                                                                                  |
| Pierre Barbet                                                                                      | 1925           | 1995           | Option Zéro                                                                                              |
| Étienne Barillier                                                                                  | 1970           |                | Tschaï, retour sur la planète de l’aventure                                                              |
| René Barjavel                                                                                      | 1911           | 1985           | Sintflut der Atome                                                                                       |
| George Barlow                                                                                      | 1936           |                | La Planète des anges                                                                                     |
| Luce Basseterre                                                                                    | 1957           |                | Les Enfants du passé                                                                                     |
| Marcel Battin                                                                                      | 1921           | 1999           | Destination Pluton (Erzählungen)                                                                         |
| Louis-René Bazin                                                                                   | 1892           | 1973           | À la vitesse de la lumière                                                                               |
| Robert Beauvais                                                                                    | 1951           |                | Als die Chinesen…                                                                                        |
| Stéphane Beauverger                                                                                | 1969           |                | Le Déchronologue                                                                                         |
| Octave Béliard                                                                                     | 1876           | 1951           | L’étrange histoire de Françoise                                                                          |
| Ugo Bellagamba                                                                                     | 1972           |                | L’Origine des victoires                                                                                  |
| Paul Béra (Pseudonym von Paul Bérato)                                                              | 1915           | 1989           | La Planète maudite                                                                                       |
| Cyrano de Bergerac                                                                                 | 1619           | 1655           | Die Reise zu den Mondstaaten und Sonnenreichen                                                           |
| Jacques Bergier                                                                                    | 1912           | 1978           | Admirations (Essays)                                                                                     |
| Paul Berna                                                                                         | 1908           | 1994           | La dernière aube                                                                                         |
| Mathias Bernardi                                                                                   | 1976           |                | Après les hommes                                                                                         |
| Karim Berrouka                                                                                     | 1964           |                | Le Club des punks contre l’apocalypse zombie                                                             |
| Alain Berson                                                                                       | 1968           |                | Les Enfants du Nabuko (Romantrilogie)                                                                    |
| Francis Berthelot                                                                                  | 1946           |                | La Lune noire d’Orion                                                                                    |
| Aimé Blanc                                                                                         | 1908           | 1995           | Le Drame de l’an 3000                                                                                    |
| Gaston Boca                                                                                        | 1903           | 2000           | Le Village de l’au-delà                                                                                  |
| Igor und Grichka Bogdanoff                                                                         | 1949           |                | La Mémoire double                                                                                        |
| Jacques Boireau                                                                                    | 1946           | 2011           | Oniromaque                                                                                               |
| Kevin Bokeili                                                                                      | 1963           | 2004           | Timeport (Romanserie)                                                                                    |
| Jean Bonnery                                                                                       | 1884           | 1969           | Le Cavalier volant                                                                                       |
| Pierre Bordage                                                                                     | 1955           |                | Die Krieger der Stille                                                                                   |
| Paul Borrelli                                                                                      | 1959           |                | L’Ombre du chat                                                                                          |
| Nicolas Bouchard                                                                                   | 1962           |                | Astronef aux enchères                                                                                    |
| Pierre Boulle                                                                                      | 1912           | 1994           | Der Planet der Affen                                                                                     |
| Louis-Henri Boussenard                                                                             | 1847           | 1910           | Les Secrets de Monsieur Synthèse                                                                         |
| Denis Bretin                                                                                       | 1964           |                | Complex (Romanserie)                                                                                     |
| Pierre-Jean Brouillaud                                                                             | 1927           |                | Tellur                                                                                                   |
| Ophélie Bruneau                                                                                    | 1979           |                | Et pour quelques gigahertz de plus…                                                                      |
| B. R. Bruss                                                                                        | 1895           | 1980           | Et la planète sauta…                                                                                     |
| Serge Brussolo                                                                                     | 1951           |                | Der Schlaf des Blutes                                                                                    |
| François Bucher                                                                                    | 1927           | 1999           | Ein strahlendes Ende                                                                                     |
| C                                                                                                  |                |                | |
| Armand Cabasson                                                                                    | 1970           |                | Pour que tout change                                                                                     |
| Michel Calonne                                                                                     | 1927           |                | Hurleville                                                                                               |
| Jean-Michel Calvez                                                                                 | 1961           |                | Planète des vents                                                                                        |
| Sabrina Calvo                                                                                      | 1974           |                | Atomic bomb                                                                                              |
| Gérard Cambri (Pseudonym von Gérard Venturini)                                                     | 1948           |                | Les Destructeurs                                                                                         |
| Jérôme Camut                                                                                       | 1968           |                | Malhorne (Romanzyklus)                                                                                   |
| Richard Canal                                                                                      | 1953           |                | La Malédiction de l'éphémère                                                                             |
| Edward de Capoulet-Junac                                                                           | 1930           |                | Pallas oder die Heimsuchung                                                                              |
| André Caroff                                                                                       | 1924           | 2009           | Madame Atomos (Romanserie)                                                                               |
| Christophe Carpentier                                                                              | 1968           |                | Chaosmos                                                                                                 |
| Francis Carsac (Pseudonym von François Bordes)                                                     | 1919           | 1981           | Ceux de nulle part                                                                                       |
| Giacomo Casanova                                                                                   | 1725           | 1798           | Eduard und Elisabeth bei den Megamikren                                                                  |
| Baudouin Chailley                                                                                  | 1939           |                | Les Passagers du temps                                                                                   |
| Jean Chambon (Pseudonym von Jean-Adolphe Alhaiza)                                                  |                |                | Cybèle. Voyage extraordinaire dans l’avenir                                                              |
| Maurice Champagne                                                                                  | 1868           | 1951           | Les Reclus de la mer                                                                                     |
| Guy Charmasson                                                                                     | 1947           |                | Le Crépuscule des surhommes                                                                              |
| Michel Chevron                                                                                     | 1945           |                | Gavial poursuite                                                                                         |
| Jean-Christophe Chaumette                                                                          | 1961           |                | Le Niwaâd                                                                                                |
| Claude-François Cheinisse                                                                          | 1931           | 1982           | À la croisée des parallèles                                                                              |
| Didier de Chousy                                                                                   | 1834           | 1895           | Ignis |
| Raymond Clarinard                                                                                  | 1961           |                | L’ombre de Mars                                                                                          |
| Robert Clauzel                                                                                     | 1925           | 2007           | Claude Éridan (Romanserie)                                                                               |
| Fabien Clavel                                                                                      | 1978           |                | L’Océan des étoiles                                                                                      |
| Fabrice Colin                                                                                      | 1972           |                | Confessions d’un automate mangeur d’opium                                                                |
| Jacques Collin de Plancy                                                                           | 1794           | 1881           | Voyage au centre de la terre                                                                             |
| Raphaël Colson                                                                                     | 1970           |                | Science-fiction – Les frontières de la modernité (Sachbuch)                                              |
| Pierre Courcel                                                                                     | 1923           | 2002           | Équipages en péril                                                                                       |
| Philippe Curval (Pseudonym von Philip Tronche)                                                     | 1929           | 2023           | Das Wunschgesicht                                                                                        |
| D                                                                                                  |                |                | |
| Arnaud Dalrune                                                                                     |                |                | Blade, Voyageur de l’Infini (Romanserie)                                                                 |
| Alain Damasio                                                                                      | 1969           |                | La Zone du dehors                                                                                        |
| Danrit (Pseudonym von Émile Driant)                                                                | 1855           | 1916           | La Guerre de demain                                                                                      |
| Maurice Georges Dantec                                                                             | 1959           | 2016           | Babylon Babies                                                                                           |
| Guy d'Armen                                                                                        |                |                | Doc Ardan (Romanserie)                                                                                   |
| Frank Dartal                                                                                       | 1920           |                | Les neuf dieux de l’espace                                                                               |
| Dan Dastier (Gemeinschaftspseudonym von Yves Chantepie, Daniel Bertolino und Marc Bréhal)          |                |                | Les Déracinés d’humania                                                                                  |
| Thomas Day (Pseudonym von Gilles Dumay)                                                            | 1971           |                | Du sel sous les paupières                                                                                |
| Max-André Dazergues (Pseudonym von André Compère)                                                  | 1903           | 1963           | Le Requin volant                                                                                         |
| Camille Debans                                                                                     | 1833           | 1910           | Les Malheurs de John Bull                                                                                |
| Jeanne-A Debats                                                                                    | 1965           |                | ÉdeN en sursis                                                                                           |
| Charlemagne Ischir Defontenay                                                                      | 1819           | 1856           | Star ou Ψ de Cassiopée                                                                                   |
| Gérard Delteil                                                                                     | 1939           |                | Transfert                                                                                                |
| Michel Demuth                                                                                      | 1939           | 2006           | Les Galaxiales                                                                                           |
| Sylvie Denis                                                                                       | 1963           |                | Dedans, dehors (Erzählung)                                                                               |
| Jean-Philippe Depotte                                                                              | 1967           |                | Les Jours étranges de Nostradamus                                                                        |
| Yves Dermèze                                                                                       | 1915           | 1981           | Le Titan de l’espace                                                                                     |
| Pierre Devaux                                                                                      | 1897           | 1969           | La Minute dérobée                                                                                        |
| Francis Didelot                                                                                    | 1902           | 1985           | La Machine à prédire la mort                                                                             |
| Thierry Di Rollo                                                                                   | 1959           |                | Number nine                                                                                              |
| Victor Dixen                                                                                       | 1979           |                | Phobos (Romanserie)                                                                                      |
| Charles Dobzynski                                                                                  | 1929           | 2014           | Le Commerce des mondes (Erzählungen)                                                                     |
| Sara Doke                                                                                          | 1968           |                | Techno faerie                                                                                            |
| Alain Dorémieux                                                                                    | 1933           | 1998           | Symbiose Phase eins                                                                                      |
| Dominique Douay                                                                                    | 1944           |                | L’Échiquier de la création                                                                               |
| Daniel Drode                                                                                       | 1932           | 1984           | Surface de la planète                                                                                    |
| Fabrice Drouzy                                                                                     |                |                | La Voie des lucioles                                                                                     |
| Catherine Dufour                                                                                   | 1966           |                | Le Goût de l’immortalité                                                                                 |
| Charles Duits                                                                                      | 1925           | 1991           | Ptah Hotep                                                                                               |
| Gilles-Maurice Dumoulin                                                                            | 1924           | 2016           | Vic St Val-Romane                                                                                        |
| Jean-Claude Dunyach                                                                                | 1957           |                | Le Jeu des sabliers (Romanserie)                                                                         |
| Cécile Duquenne                                                                                    | 1988           |                | Les Foulards rouges (Romanserie)                                                                         |
| René Durand                                                                                        | 1948           |                | L’Océan est une mitrailleuse spleenétique (Erzählung)                                                    |
| Patrice Duvic                                                                                      | 1946           | 2007           | Poisson-pilote, Terminus                                                                                 |
| E                                                                                                  |                |                | |
| Françoise d’Eaubonne                                                                               | 1920           | 2005           | Das Geheimnis des Mandelplaneten                                                                         |
| Philippe Ebly (Pseudonym von Jacques Gouzou)                                                       | 1920           | 2014           | Mein Name ist Thibaut                                                                                    |
| Claude Ecken (Pseudonym von Claude Eckenschwiller)                                                 | 1954           |                | La Mémoire totale                                                                                        |
| Charles Épheyre                                                                                    | 1850           | 1935           | Le Microbe du Professeur Bakermann, récit des temps futurs (Erzählung)                                   |
| Patrick Eris                                                                                       | 1963           |                | Fils de la haine                                                                                         |
| Adolphe d'Espie                                                                                    | 1878           | 1956           | Le Roi de la nuit                                                                                        |
| Achille Eyraud                                                                                     | 1821           | 1882           | Voyage à Vénus                                                                                           |
| F                                                                                                  |                |                | |
| Jan de Fast                                                                                        | 1914           |                | Docteur Alan (Romanserie)                                                                                |
| Estelle Faye                                                                                       | 1978           |                | Les Nuages de Magellan                                                                                   |
| Cédric Ferrand                                                                                     | 1976           |                | Sovok |
| Laurent Fétis                                                                                      | 1970           |                | Brouillard global                                                                                        |
| Camille Flammarion                                                                                 | 1842           | 1925           | Die Mehrheit der bewohnten Welten                                                                        |
| Jean-Pierre Fontana                                                                                | 1939           |                | La Geste du halaguen                                                                                     |
| Élise Fontenaille-N’Diaye                                                                          | 1960           |                | Unica |
| Georges Foveau                                                                                     | 1964           |                | Les Chroniques de l’Empire                                                                               |
| Anatole France                                                                                     | 1844           | 1924           | Auf dem weißen Felsen                                                                                    |
| Fernand François                                                                                   | 1900           | 1991           | Bouton-pression (Erzählung)                                                                              |
| Yves Frémion                                                                                       | 1947           |                | Ronge |
| G                                                                                                  |                |                | |
| Mathieu Gaborit                                                                                    | 1972           |                | D’une rive à l’autre (Erzählungen)                                                                       |
| Gilbert Gallerne                                                                                   | 1954           |                | Petit homme vert                                                                                         |
| Arnould Galopin                                                                                    | 1863           | 1934           | Le Docteur Oméga                                                                                         |
| Jean-Pierre Garen                                                                                  | 1932           | 2004           | Le Bagne d’Edenia                                                                                        |
| Gwen Garnier-Duguy                                                                                 | 1972           |                | Nova Roma                                                                                                |
| Romain Gary (Pseudonym von Roman Kacew)                                                            | 1914           | 1980           | Atemkraftwerk                                                                                            |
| Olivier Gechter                                                                                    | 1972           |                | L’Ombre du maitre espion                                                                                 |
| Thomas Geha                                                                                        | 1976           |                | A comme Alone                                                                                            |
| Laurent Genefort                                                                                   | 1968           |                | Omale (Romanserie)                                                                                       |
| Léo Gestelys                                                                                       | 1885           | 1973           | Le Satellite inconnu                                                                                     |
| Pierre Gévart                                                                                      | 1952           |                | Une planète pour Copponi                                                                                 |
| Jean-Jacques Girardot                                                                              | 1949           |                | Dédales virtuels                                                                                         |
| Jean Giraud                                                                                        | 1938           | 2012           | Die Sternenwanderer (Comics)                                                                             |
| Pierre Giuliani                                                                                    | 1947           |                | Die Grenzen von Ulan-Bator                                                                               |
| Jacques Goimard                                                                                    | 1934           | 2012           | L’Encyclopédie de poche de la S-F (Lexikon)                                                              |
| Philip Goy                                                                                         | 1941           |                | Le Père Éternel                                                                                          |
| Jean-Baptiste Cousin de Grainville                                                                 | 1746           | 1805           | Le dernier homme                                                                                         |
| Raphaël Granier de Cassagnac                                                                       | 1973           |                | Thinking Eternity                                                                                        |
| Christian Grenier                                                                                  | 1945           |                | Verrat an Alpha Centauri?                                                                                |
| Yves Grevet                                                                                        | 1961           |                | Méto – Das Haus                                                                                          |
| Michel Grimaud (gemeinsames Pseudonym von Marcelle Perriod und Jean-Louis Fraysse)                 | 1937 bzw. 1946 | 2011           | Die Stadt der verlorenen Träume                                                                          |
| Léon Groc                                                                                          | 1882           | 1956           | La Planète de cristal                                                                                    |
| Paschal Grousset                                                                                   | 1844           | 1909           | Le Exile de la Terre                                                                                     |
| Jimmy Guieu (Pseudonym von Henri René Guieu)                                                       | 1937           | 2000           | Ungeheuer aus dem Nichts                                                                                 |
| Denis Guiot                                                                                        | 1948           |                | Dictionnaire de la Science-Fiction (Lexikon)                                                             |
| Corinne Guitteaud                                                                                  | 1976           |                | Paradis perdu                                                                                            |
| H                                                                                                  |                |                | |
| Philippe Halvick                                                                                   | 1969           |                | Les Parias de l’espace                                                                                   |
| Johan Heliot (Pseudonym von Stéphane Boillot-Cousin)                                               | 1970           |                | La Harpe des étoiles                                                                                     |
| Charles Henneberg zu Irmelshausen-Wasungen                                                         | 1899           | 1959           | Les Non-humains                                                                                          |
| Nathalie Henneberg                                                                                 | 1910           | 1977           | Les Dieux verts                                                                                          |
| Bernard Henninger                                                                                  | 1960           |                | Impulsion                                                                                                |
| Éric B. Henriet                                                                                    | 1968           |                | L’Uchronie (Sachbuch)                                                                                    |
| Loïc Henry                                                                                         | 1971           |                | Les Océans stellaires                                                                                    |
| Paul-Jean Hérault (Pseudonym von Michel Rigaud)                                                    | 1934           | 2020           | Les Bâtisseurs du monde                                                                                  |
| Jacques Herment                                                                                    | 1924           | 2015           | L’Amour dans le cosmos (Erzählung)                                                                       |
| Marcel-Alain Hilleret                                                                              | 1932           |                | Planète d’exil                                                                                           |
| Florence Hinckel                                                                                   | 1973           |                | #Bleue                                                                                                   |
| Michel Honaker                                                                                     | 1958           |                | Planeta non grata                                                                                        |
| Jean Hougron                                                                                       | 1923           | 2001           | Le Naguen                                                                                                |
| Joël Houssin                                                                                       | 1953           |                | Le Pronostiqueur                                                                                         |
| Jacques Hoven (Pseudonym von Jacques Bourderon)                                                    | 1934           |                | Adieu, Céred                                                                                             |
| Jean-Pierre Hubert                                                                                 | 1941           | 2006           | Dimension Jean-Pierre Hubert (Erzählungen)                                                               |
| Nathalie Hug                                                                                       | 1970           |                | Islanova                                                                                                 |
| I                                                                                                  |                |                | |
| Paul d’Ivoi                                                                                        | 1856           | 1915           | Les Cinq Sous de Lavarède                                                                                |
| J                                                                                                  |                |                | |
| Gabriel Jan                                                                                        | 1946           |                | La Planète aux deux soleils                                                                              |
| Alfred Jarry                                                                                       | 1873           | 1907           | Heldentaten und Ansichten des Doktor Faustroll                                                           |
| Michel Jeury                                                                                       | 1934           |                | Die Inseln im Monde                                                                                      |
| Emmanuel Jouanne                                                                                   | 1960           | 2008           | Nuage |
| K                                                                                                  |                |                | |
| Jess Kaan                                                                                          | 1974           |                | Réfractaires                                                                                             |
| Gérard Klein                                                                                       | 1937           |                | Zwischen den Zeiten                                                                                      |
| Laurent Kloetzer                                                                                   | 1975           |                | Réminiscences 2012 (Erzählungen)                                                                         |
| Gabriel Kopp                                                                                       | 1951           |                | Au nord-nord-ouest d’Éden                                                                                |
| L                                                                                                  |                |                | |
| Sylvie Lainé                                                                                       | 1957           |                | Le Chemin de la rencontre (Erzählung)                                                                    |
| Michel Lamart                                                                                      | 1949           |                | Marottes (Erzählung)                                                                                     |
| Christophe Lambert                                                                                 | 1969           |                | La Nuit des mutants                                                                                      |
| Charles-François Tiphaigne de La Roche                                                             | 1722           | 1744           | Giphantie                                                                                                |
| Anne Larue                                                                                         | 1958           |                | La Vestale du calix                                                                                      |
| Gabriel de Lautrec                                                                                 | 1867           | 1938           | Le Voyage dans la lune (Erzählung)                                                                       |
| Maurice Leblanc                                                                                    | 1864           | 1941           | Le formidable événement                                                                                  |
| Loïc Le Borgne                                                                                     | 1969           |                | Hysteresis                                                                                               |
| Alain Le Bussy                                                                                     | 1947           | 2010           | Deltas                                                                                                   |
| Bruno Lecigne                                                                                      | 1957           |                | EMO |
| Jean Le Clerc de La Herverie                                                                       | 1952           |                | Ergad le composite                                                                                       |
| Marianne Leconte                                                                                   | 1944           |                | Le Noyau d’amour (Erzählung)                                                                             |
| Nathalie Le Gendre                                                                                 | 1970           |                | Dans les larmes de Gaïa                                                                                  |
| Serge Lehman                                                                                       | 1964           |                | Aucune étoile aussi lointaine                                                                            |
| Doris Le May                                                                                       | 1942           |                | Les Drogfans de Gersande                                                                                 |
| Jean-Louis Le May                                                                                  | 1915           | 2009           | Chroniques des temps à venir (Romanserie)                                                                |
| Jonas Lenn                                                                                         | 1967           |                | Crop circles et autres nouvelles (Erzählungen)                                                           |
| Christian Léourier                                                                                 | 1948           |                | L’Astéroïde noir                                                                                         |
| Gustave Le Rouge                                                                                   | 1867           | 1938           | Le Mystérieux docteur Cornélius                                                                          |
| Erik L’Homme                                                                                       | 1967           |                | Les Maîtres des brisants (Romanserie)                                                                    |
| Jean-Marc Ligny                                                                                    | 1956           |                | Des yeux dans le ciel                                                                                    |
| Maurice Limat                                                                                      | 1914           | 2002           | Les Fiancés de la planète Mars                                                                           |
| Jean-Marc Lofficier                                                                                | 1954           |                | Les Survivants de l’humanité                                                                             |
| Jeffrey Lord (Gemeinschaftspseudonym der Autoren der Fantasy-Serie Richard Blade)                  |                |                | Blade, Voyageur de l’Infini (ab Bd. 38 französische Originalausgaben)                                    |
| Don Lorenjy (Pseudonym von Laurent Gidon)                                                          |                |                | Aria des brumes                                                                                          |
| Romain Lucazeau                                                                                    | 1981           |                | Latium (Romanserie)                                                                                      |
| M                                                                                                  |                |                | |
| Amin Maalouf                                                                                       | 1949           |                | Das Jahrhundert nach Beatrice                                                                            |
| Danielle Martinigol                                                                                | 1949           |                | Les Abîmes d'Autremer                                                                                    |
| Jacques Mondolini                                                                                  | 1941           |                | Je suis une herbe                                                                                        |
| Christian Mantey                                                                                   | 1941           |                | Transit pour l’infini                                                                                    |
| Pierre Marlson                                                                                     | 1935           | 2011           | Les Compagnons de la Marciliague                                                                         |
| Léopold Massiéra                                                                                   | 1920           | 1999           | La Planète disparue (Erzählung)                                                                          |
| Thierry Maugenest                                                                                  | 1964           |                | L’Odyssée d’Amos                                                                                         |
| Xavier Mauméjean                                                                                   | 1963           |                | La Guerre spéciale                                                                                       |
| André Maurois                                                                                      | 1885           | 1967           | Fragmente einer Weltgeschichte                                                                           |
| Emmanuel Ménard                                                                                    | 1968           |                | Le Sommeil du juste                                                                                      |
| Yann Menez                                                                                         | 1943           |                | La Révolte des Logars                                                                                    |
| Louis-Sébastien Mercier                                                                            | 1740           | 1814           | Das Jahr 2440                                                                                            |
| Robert Merle                                                                                       | 1908           | 2004           | Der Tag der Delphine                                                                                     |
| Victor Meric                                                                                       | 1876           | 1933           | Die Verjüngten                                                                                           |
| Régis Messac                                                                                       | 1893           | 1945           | Quinzinzinzili                                                                                           |
| Gilbert Michel                                                                                     | 1930           |                | Comme un oiseau blessé                                                                                   |
| Raymond Milési                                                                                     | 1947           |                | Papa, j’ai remonté le temps                                                                              |
| Sylvie Miller                                                                                      | 1957           |                | Satinka                                                                                                  |
| Yann Minh                                                                                          | 1957           |                | Thanatos: Les Récifs                                                                                     |
| Jacques Mondoloni                                                                                  | 1941           |                | Je suis une herbe                                                                                        |
| Yannick Monget                                                                                     | 1979           |                | Gaïa |
| G. Morris (Pseudonym von Gilles-Maurice Dumoulin)                                                  | 1924           | 2016           | Ou que la vie renaisse !                                                                                 |
| José Moselli                                                                                       | 1882           | 1941           | La Fin d’Illa                                                                                            |
| Eugène Mouton                                                                                      | 1823           | 1902           | L’Historioscope                                                                                          |
| Louis Mullem                                                                                       | 1836           | 1908           | Contes d’Amérique                                                                                        |
| Fernand Mysor                                                                                      | 1876           | 1931           | La Ville assasinée                                                                                       |
| N                                                                                                  |                |                | |
| Éric Nataf                                                                                         | 1960           |                | Le Fils caché de la lune                                                                                 |
| Jean-Jacques Nguyen                                                                                | 1958           |                | L’Amour au temps du silicium                                                                             |
| Christophe Nicolas                                                                                 | 1974           |                | Le Camp                                                                                                  |
| Stéphanie Nicot                                                                                    | 1952           |                | Dictionnaire de la science-fiction (Lexikon)                                                             |
| Justine Niogret                                                                                    | 1978           |                | Gueule de truie                                                                                          |
| Jérôme Noirez                                                                                      | 1969           |                | Zoo cosmique (Jugendromanreihe)                                                                          |
| O                                                                                                  |                |                | |
| Jean-Pierre Ohl                                                                                    | 1959           |                | Redrum                                                                                                   |
| Oksana (Pseudonym von Stéphanie Vinchon)                                                           | 1982           |                | Zalmoxis                                                                                                 |
| Jacqueline H. Osterrath                                                                            | 1922           | 2007           | Karthago                                                                                                 |
| P                                                                                                  |                |                | |
| Alain Page                                                                                         | 1930           |                | Le Mutant                                                                                                |
| Michel Pagel                                                                                       | 1961           |                | Le Viêt-nam au futur simple                                                                              |
| François Pagery (Gemeinschaftspseudonym von Richard Chomet, Gérard Klein und Patrice Rondard)      |                |                | Embûches dans l’espace                                                                                   |
| Olivier Paquet                                                                                     | 1973           |                | Structura Maxima                                                                                         |
| Alain Paris                                                                                        | 1947           |                | Le Monde de la terre creuse                                                                              |
| Jean-Marie Amédée Paroutaud                                                                        | 1912           | 1978           | La Ville incertaine                                                                                      |
| Christophe Pauly                                                                                   | 1964           |                | La Voie des lucioles (Romanserie)                                                                        |
| Gaston de Pawlowski                                                                                | 1874           | 1933           | Reise ins Land der vierten Dimension                                                                     |
| Alain Pelosato                                                                                     | 1946           |                | La Compagnie des clones                                                                                  |
| Pierre Pelot                                                                                       | 1945           |                | Der Flug zur vierten Galaxis                                                                             |
| Ernest Pérochon                                                                                    | 1885           | 1942           | Les Hommes frénétiques                                                                                   |
| Jean Petithuguenin                                                                                 | 1878           | 1939           | Une mission internationale dans la lune                                                                  |
| Lucie Pierrat-Pajot                                                                                | 1986           |                | Les Mystères de Larispem (Romanserie)                                                                    |
| Daniel Piret                                                                                       | 1933           |                | Les deux soleils de Canaé                                                                                |
| Martine Pouchain                                                                                   | 1963           |                | Aldebaran 33°N, 77°E                                                                                     |
| Laurent Poujois                                                                                    | 1964           |                | L’Ange blond                                                                                             |
| Marcel Priollet                                                                                    | 1884           | 1960           | Les Voyages aériens d’un petit Parisien à travers le monde                                               |
| Q                                                                                                  |                |                | |
| Yann Quero                                                                                         | 1966           |                | Le procès de l’homme blanc                                                                               |
| Laurent Queyssi                                                                                    | 1975           |                | Neurotwistin‘                                                                                            |
| R                                                                                                  |                |                | |
| Peter Randa                                                                                        | 1911           | 1979           | Les Éphémères                                                                                            |
| Philippe Randa                                                                                     | 1960           |                | Le Réveil des dieux                                                                                      |
| Jean Raspail                                                                                       | 1925           | 2020           | Das Heerlager der Heiligen                                                                               |
| Max-André Rayjean                                                                                  | 1929           |                | Attaque sub-terrestre                                                                                    |
| Jean-Jacques Régnier                                                                               | 1945           |                | Bug ! |
| Ada Rémy                                                                                           | 1939           |                | Le Mont 84                                                                                               |
| Yves Rémy                                                                                          | 1936           |                | Le Mont 84                                                                                               |
| Christine Renard                                                                                   | 1929           | 1979           | À contre-temps                                                                                           |
| Jules Rengade                                                                                      | 1841           | 1915           | Aventures extraordinaires de Trinitus, ou le Voyage sous les flots                                       |
| Maurice Renard                                                                                     | 1875           | 1939           | Ein Mensch unter den Mikroben                                                                            |
| René Reouven (Pseudonym von René Sussan)                                                           | 1925           |                | Les Nourritures extraterrestres                                                                          |
| Timothée Rey                                                                                       | 1967           |                | Dans la forêt des astres (Erzählungen)                                                                   |
| F. Richard-Bessière (Gemeinschaftspseudonym von François Richard und Henri Bessière)               | 1913 bzw. 1923 | 2001 bzw. 2011 | Finale für Sol 3                                                                                         |
| Feldrik Rivat                                                                                      | 1978           |                | La 25e heure                                                                                             |
| Adrien Robert                                                                                      | 1922           | 1969           | La Guerre en 1894                                                                                        |
| Albert Robida                                                                                      | 1848           | 1926           | Le Vingtième Siècle                                                                                      |
| Dominique Rocher                                                                                   | 1929           | 2016           | La Nuit des Morphos                                                                                      |
| Esther Rochon                                                                                      | 1948           |                | Der Träumer in der Zitadelle                                                                             |
| J.-H. Rosny aîné                                                                                   | 1856           | 1940           | Die Xipehuz                                                                                              |
| Carina Rozenfeld                                                                                   | 1972           |                | À la poursuite des Humutes                                                                               |
| François Rouiller                                                                                  | 1956           |                | Métaquine®                                                                                               |
| André-François Ruaud                                                                               | 1963           |                | Les Vents de Spica                                                                                       |
| André Ruellan                                                                                      | 1922           | 2016           | Memo |
| S                                                                                                  |                |                | |
| Kevin Saad                                                                                         | 1973           |                | CosmoQueer                                                                                               |
| Jacques Sadoul                                                                                     | 1934           | 2013           | Histoire de la science-fiction moderne (Sachbuch)                                                        |
| Adam Saint-Moore                                                                                   | 1926           | 2016           | Chroniques de l’ère du Verseau (Romanserie)                                                              |
| Jérôme Sériel (Pseudonym von Jacques Vallée)                                                       | 1939           |                | Le sub-espace                                                                                            |
| Gilles Servat                                                                                      | 1945           |                | Les Chroniques d’Arcturus (Romanserie)                                                                   |
| Valérie Simon                                                                                      | 1963           |                | La Captive des hommes de bronze                                                                          |
| Éva Simonin                                                                                        | 1981           |                | Les Tisseurs de temps                                                                                    |
| Émile Souvestre                                                                                    | 1806           | 1854           | Le Monde tel qu’il sera                                                                                  |
| Jacques Spitz                                                                                      | 1896           | 1963           | La Guerre des mouches                                                                                    |
| Ketty Steward                                                                                      | 1976           |                | Connexions interrompues (Erzählungen)                                                                    |
| Pierre Stolze                                                                                      | 1952           |                | La Maison Usher ne chutera pas (Erzählungen)                                                             |
| Daniel-Philippe de Sudres                                                                          | 1960           |                | Nous en 2030 : lorsque naitra le postcapitalisme transhumaniste                                          |
| Henri Suquet                                                                                       | 1902           | 1980           | Panique sur le monde                                                                                     |
| Guillaume Suzanne                                                                                  | 1981           |                | La Saga des poubelles (Romanserie)                                                                       |
| T                                                                                                  |                |                | |
| Bénédicte Taffin                                                                                   | 1971           |                | Les Yeux d'Opale                                                                                         |
| Guy de Téramond                                                                                    | 1869           | 1957           | L’Homme qui voit à travers les murailles                                                                 |
| René Thévenin                                                                                      | 1877           | 1967           | Sur l’autre face du monde                                                                                |
| Guillaume Thiberge                                                                                 | 1959           |                | L’Appel de l’espace                                                                                      |
| Louis Thirion                                                                                      | 1923           | 2011           | Les Stols                                                                                                |
| Jean-Paul Török                                                                                    | 1936           | 2017           | Escale en permanence                                                                                     |
| Jean-Michel Truong                                                                                 | 1950           |                | Totalement inhumaine                                                                                     |
| V                                                                                                  |                |                | |
| Francis Valéry                                                                                     | 1955           |                | Chroniques du premier âge (Erzählungen)                                                                  |
| Tancrède Vallerey                                                                                  | 1892           | 1974           | L’Île au sable vert                                                                                      |
| Jean Gaston Vandel (Pseudonym von Jean Libert und Gaston Vandenpanhuyse)                           | 1913           | 1995 bzw. 1981 | Alarm aus dem Unsichtbaren                                                                               |
| José van den Esch                                                                                  |                |                | Januar im Jahr 2000                                                                                      |
| Théo Varlet                                                                                        | 1878           | 1938           | Les Titans du ciel                                                                                       |
| Natacha Vas-Deyres                                                                                 | 1969           |                | Ces Français qui ont écrit demain. Utopie, anticipation et science-fiction au XXe siècle (Sachliteratur) |
| Claude Veillot                                                                                     | 1925           | 2008           | La Machine de Balmer                                                                                     |
| Yves Velan                                                                                         | 1925           | 2017           | Soft Gulag                                                                                               |
| Vercors (Pseudonym von Jean Bruller)                                                               | 1902           | 1991           | Das Geheimnis der Tropis                                                                                 |
| Julia Verlanger                                                                                    | 1929           | 1985           | Les Cages de Beltem                                                                                      |
| Jules Verne                                                                                        | 1828           | 1905           | 20.000 Meilen unter dem Meer                                                                             |
| Michel Verne                                                                                       | 1861           | 1925           | Ein Tag aus dem Leben eines Journalisten im Jahre 2889                                                   |
| Pierre Versins                                                                                     | 1923           | 2001           | Les Étoiles ne s’en foutent pas                                                                          |
| Henri Viard                                                                                        | 1921           | 1989           | Les Soleils verts                                                                                        |
| Christian Vilà                                                                                     | 1950           |                | Iceflyer                                                                                                 |
| Bernard Villaret                                                                                   | 1909           | 2006           | Mort au champ d'étoiles                                                                                  |
| Vincent Villeminot                                                                                 | 1972           |                | Réseau(x)                                                                                                |
| Auguste de Villiers de L’Isle-Adam                                                                 | 1838           | 1889           | Die Eva der Zukunft                                                                                      |
| Vladimir (Pseudonym von Vladimir V. Bodiansky)                                                     | 1929           |                | Monsieur Afrique et le rat de brousse                                                                    |
| Vladimir Volkoff                                                                                   | 1932           | 2005           | Métro pour l’enfer                                                                                       |
| Antoine Volodine                                                                                   | 1950           |                | Biographie comparée de Jorian Murgrave                                                                   |
| Voltaire (Pseudonym von François Marie Arouet)                                                     | 1694           | 1788           | Micromégas                                                                                               |
| Élisabeth Vonarburg                                                                                | 1947           |                | Die schweigende Stadt                                                                                    |
| W                                                                                                  |                |                | |
| Roland C. Wagner                                                                                   | 1960           | 2012           | L’Histoire d’un futur (Romanserie)                                                                       |
| Daniel Walther                                                                                     | 1940           | 2018           | Kanonenboot „Panik“                                                                                      |
| Philippe Ward                                                                                      | 1958           |                | La Fontaine de jouvence                                                                                  |
| Aurélie Wellenstein                                                                                | 1980           |                | Mers mortes                                                                                              |
| Bernard Werber                                                                                     | 1961           |                | Les Fourmis                                                                                              |
| Laurent Whale                                                                                      | 1960           |                | Le Chant des psychomorphes                                                                               |
| Joëlle Wintrebert                                                                                  | 1949           |                | Le Créateur chimérique                                                                                   |
| Stefan Wul (Pseudonym von Pierre Pairault)                                                         | 1922           | 2003           | Inferno Mond                                                                                             |
| Y                                                                                                  |                |                | |
| Alain Yaouanc (schrieb unter dem Pseudonym Lieutenant Kijé)                                        | 1931           |                | La Guerre des machines                                                                                   |